# Strangalia turnbowi
Strangalia turnbowi là một loài bọ cánh cứng trong họ Cerambycidae.